# Morlaye Camara
Morlaye Camara, né en 1933 à Kindia et mort le 13 août 2018, était un footballeur guinéen. Il a participé au tournoi masculin des Jeux olympiques d'été de 1968.
Il est le premier gardien de but de l'équipe de football guinéen.

## Historique
Morlaye Camara, né en 1933, débute dans sa ville natale de Kindia comme apprenti mécanicien avant de faire ses premiers pas de gardien de but au sein de l’Association sportive de Kindia (ASK) en 1943.
Entre 1956 et 1957, il est recruté par la Société sportive de Guinée (SSG) de Conakry avant de retourné à Kindia.
A l’indépendance de la Guinée en 1958, il est le premier à être convoqué pour la constitution du Syli nationale de Guinée, il participe a plusieurs stages en Hongrie, Tchécoslovaquie et Allemagne de l’Est pendant de trois mois destiné à bâtir un onze national.